# Vapila
Vapila (makedonska: Вапила) är en ort i Nordmakedonien. Den ligger i kommunen Ohrid, i den sydvästra delen av landet, 100 kilometer sydväst om huvudstaden Skopje. Vapila ligger 758 meter över havet och antalet invånare är 112.